# ヒト・シュタイエル

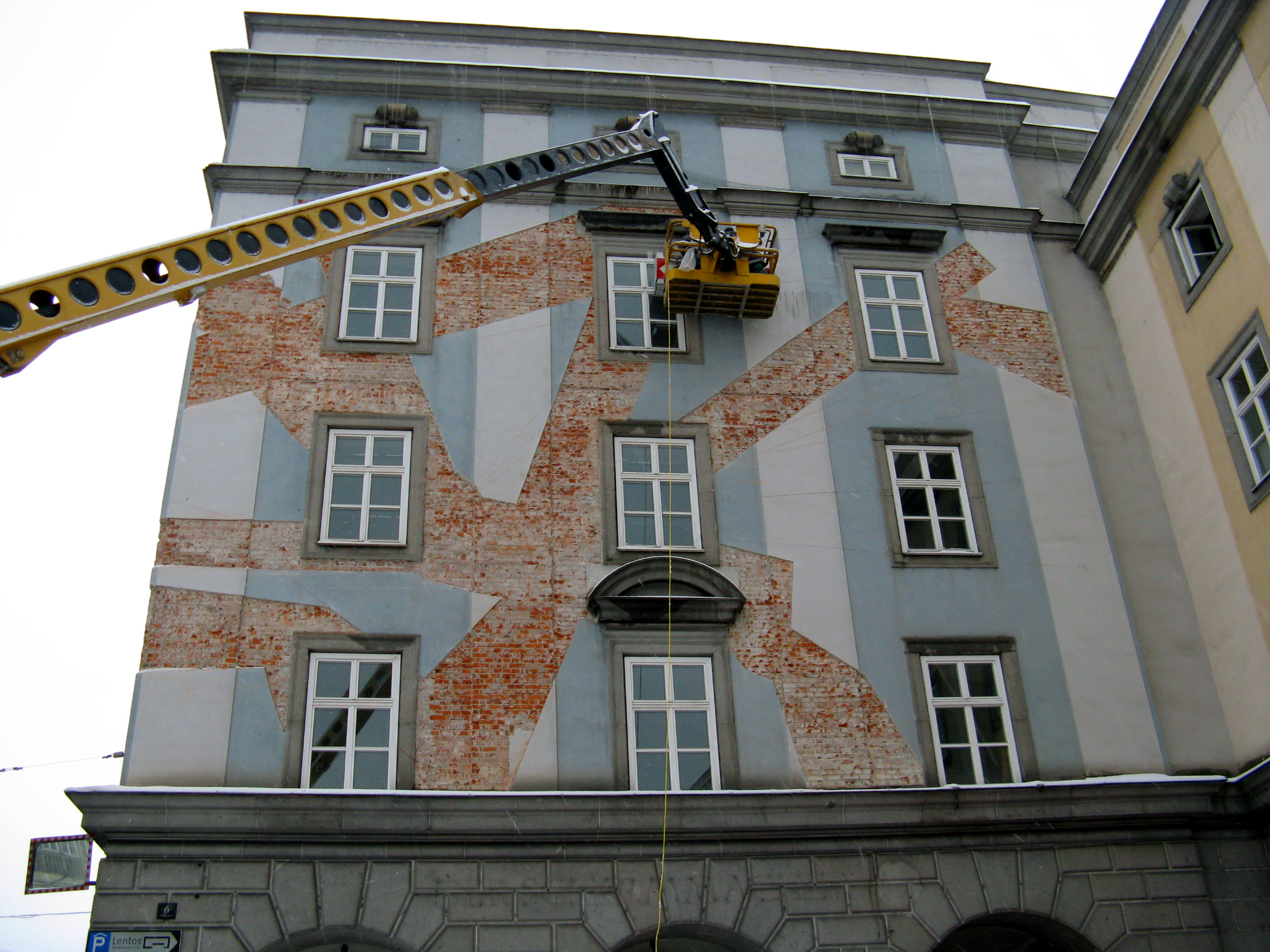
UNTER UNS Linz 09 、インスタレーション（2009）

ヒト・シュタイエル （Hito Steyerl, 1966年 ミュンヘン出身）は、エッセイ映画や論評において、ポストコロニアリズムやフェミニズムに関する批評を展開するドイツの映画監督、作家、批評家、教育者。
作品は映画とアート、理論と実践の接点にある。彼女の作品は世界中の映画祭や美術展で上映されており 、ドクメンタ12（2007）、ヴェネツィア・ビエンナーレのドイツ館代表（2015）、ミュンスター彫刻プロジェクト（2017）にて展示。 アート雑誌 "ArtReview"は、国際的なアートシーンで最も影響力のある人物として、毎年恒例の "Power100"リストで2017年、初の女性アーティストとしてシュタイエルを1位にした（2022年４位、2023年２位）。2021年にはドイツ政府のコロナ禍での文化助成不足への抗議から、ドイツ連邦共和国功労勲章の受賞を辞退している。 

## 経歴
1987年から1990年まで東京の日本映画大学にて、今村昌平と原一男の下で映画撮影とドキュメンタリー映画を学ぶ。1990年から1991年にかけて、オーストラリア、日本、フランス、アメリカ、イタリア、ポルトガル、ドイツにて、ヴィム・ヴェンダースの映画「夢の涯てまでも」のアシスタントディレクター兼テクニカルコーディネーターとして働く。 1992年から1998年まで、ミュンヘンテレビ・映画大学でドキュメンタリー映画の監督を学ぶ。 2003年にウィーン芸術アカデミーにて哲学の博士号を取得。 芸術作品の制作に加えて、ゴールドスミス・カレッジの文化研究センターで教えることに携わり、2010年からはベルリン芸術大学 （Lensbased class）にて教授を務めている。またVera TollmannとBoaz Levinと協同で、Research Center for Proxy Politicsを設立。
彼女の作品は従来のビデオの境界線を押し広げ、多くのメタファーや風刺的なユーモアの下に何があるのかを曖昧にしている。例えば彼女の作品Red Alertを「ビデオの外側の限界」と表現している。この作品は、Lovely Andreaを表す純粋な赤のビデオを再生する三つのモニターによって、極度の危険と欲望を象徴している。
彼女の作品は、軍事化、監視移住、グローバル化におけるメディアの役割、イメージとそれを取り巻く文化の普及などの話題に関するものである。研究、インタビュー、発掘された画像のコレクションから発展し、法医学ドキュメンタリーや夢のようなモンタージュの領域で教育的な方向性を持った作品に結実している。
その内容は拡大し、デジタル化が進む世界、美術館を含む組織に対するインスティテューショナル・クリティーク（制度的批評）、ネットワーク、労働状況をテーマにし、編集、デジタルグラフィックス、およびビデオインスタレーションにおいて、より高度なアプローチを採用している。

## フィルモグラフィー
- 1994: Deutschland und das Ich
- 1996: Land des Lächelns
- 1997: Babenhausen
- 1998: Die leere Mitte
- 1999: Normalität 1-10
- 2004: November
- 2007: Lovely Andrea
- 2007: Journal No 1
- 2009: After the Crash
- 2010: In Free Fall
- 2012: Abstract
- 2012: Adorno's Grey
- 2012: Guards
- 2013: How not to be seen: a fucking didactic .MOV file
- 2014: Liquidity Inc.
- 2015: Factory of the Sun
- 2015: The Tower

## 展覧会
- 2014: Hito Steyerl., Institute of Contemporary Arts, London
- 2015: Hito Steyerl, Artists Space, New York
- 2016: Hito Steyerl: Factory of the Sun, Hartware MedienKunstVerein im Dortmunder U (Ebene 6, Galerie), Dortmund.

## 論評
- Die Farbe der Wahrheit. Dokumentarismen im Kunstfeld. (Reihe: republicart, 8) Turia + Kant, Wien 2008, Neuaufl. 2017 ISBN 978-3-85132-517-1
- Tester. Arteleku, San Sebastian 2004 (Hg. gemeinsam mit Fondacion Rodriguez, Marina Grzinic, Jose Maria Mariategui, Marcus Neustetter und Oliver Ressler)
- "Spricht die Subalterne deutsch?" Postkoloniale Kritik und Migration. Unrast Verlag, Münster 2003 (Hg. gemeinsam mit Encarnacion Gutierrez Rodriguez